# Svensk folkdans

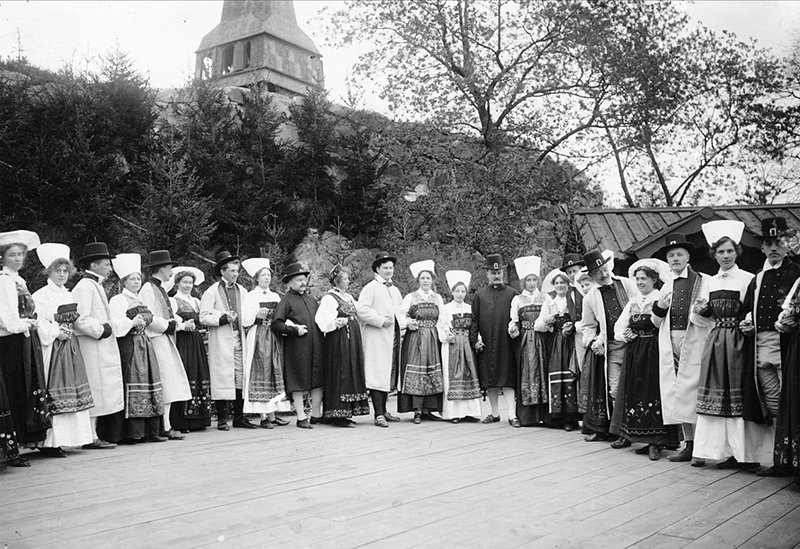
Folkvisedanslaget, den första ringen, vid Skansens vårfest 1904, på sommarteatern å nedre Solliden.

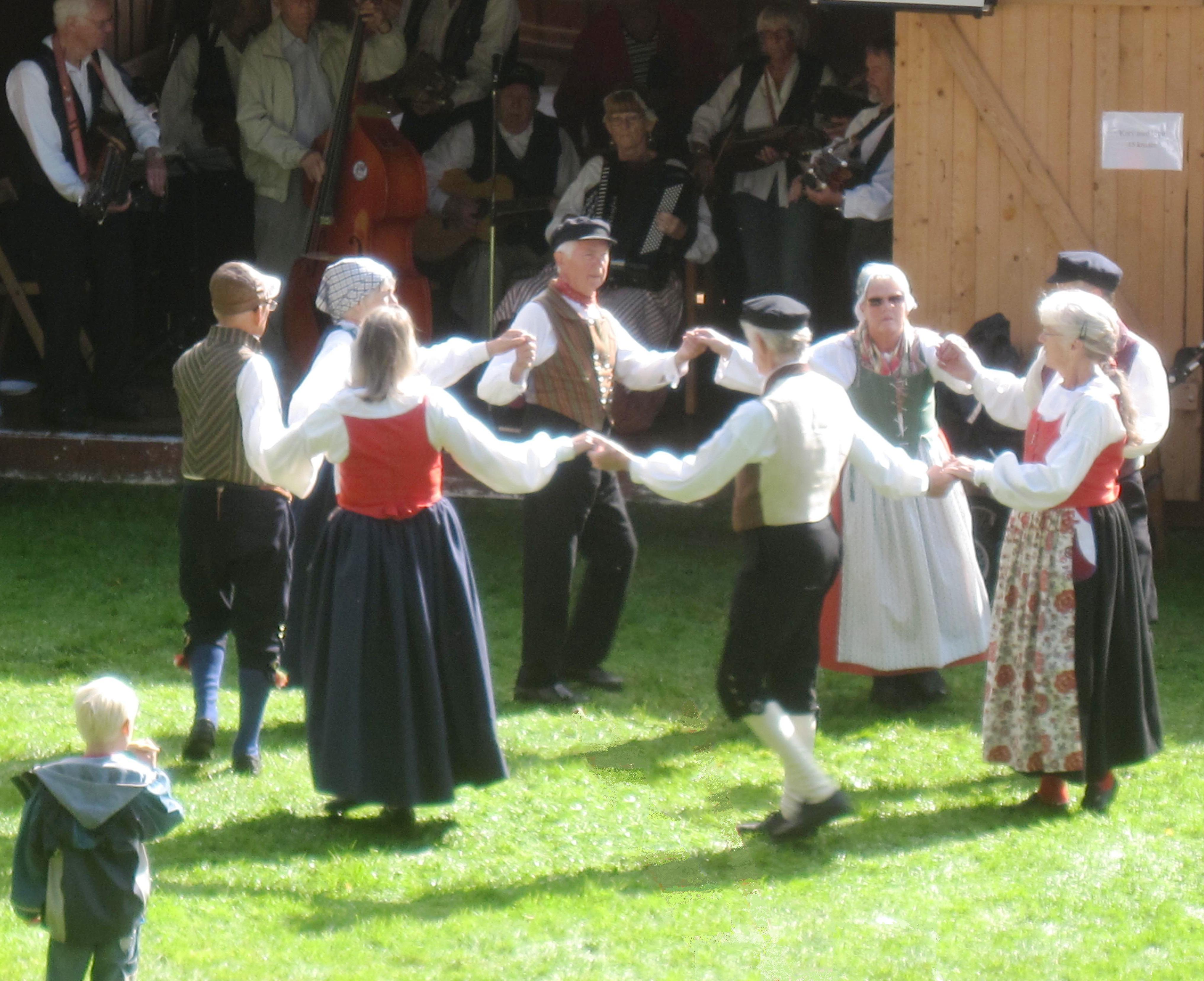
Folkdans i Bohuslän, Sverige

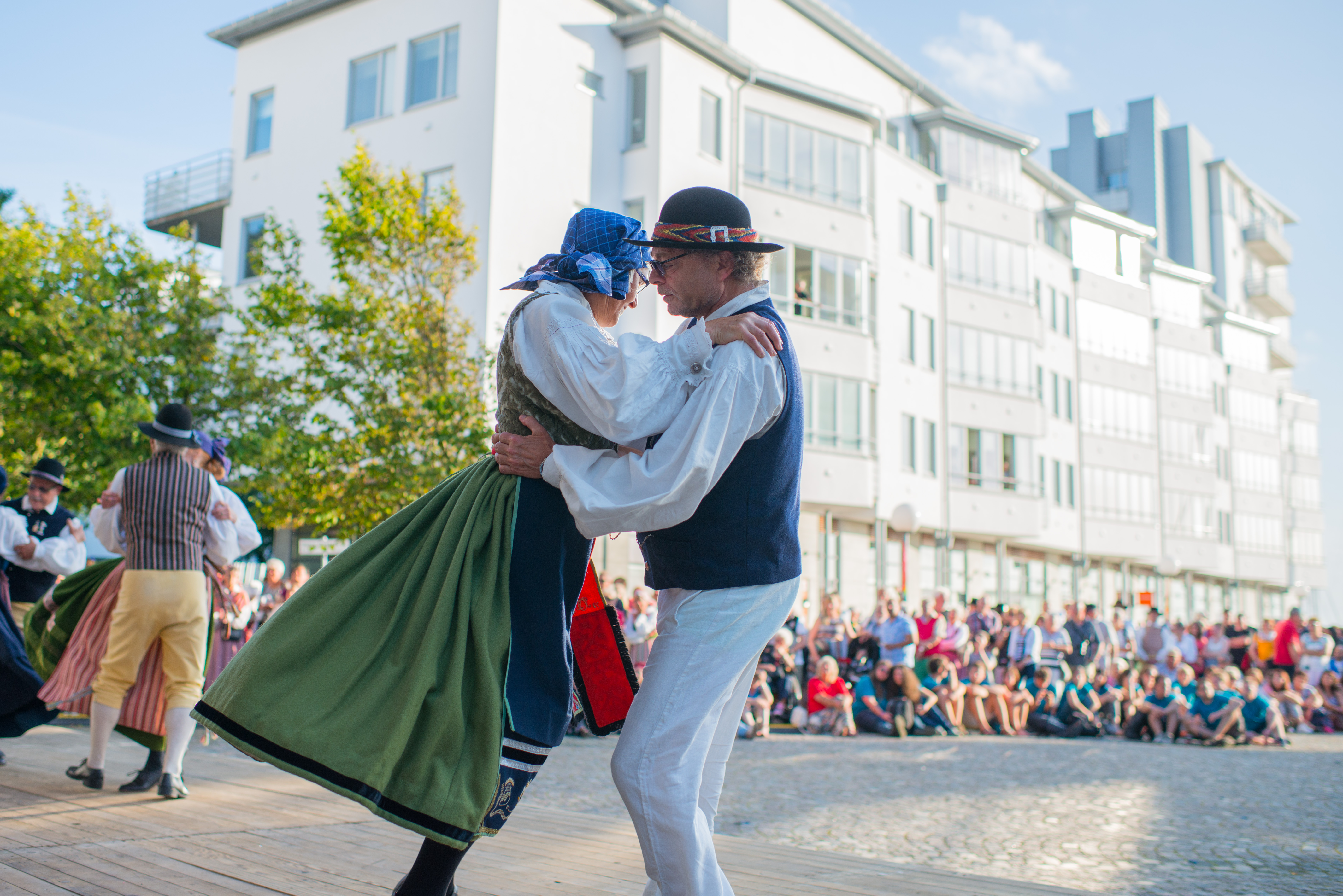
Folkdans på Henry Dunkers Plats under Europeaden i Helsingborg 2015.

Med svensk folkdans avses oftast folkdans som ingår i den äldre danstraditionen från det svenska kulturområdet. Danserna kan dansas som pardanser, gruppdanser (t.ex. ringdans) eller rituella danser (t.ex. Oxdansen). Danserna inom den svenska folkdansen har stora likheter med folkliga danser i övriga Norden, men vissa dansmönster som hämtats från kontinentaleuropas och Storbritanniens hov- och adelsdanser från ca 1500-tal till 1800-tal går också att se. Vissa av danserna, som långdanser och ringdanser, är troligen mycket gamla, medan andra är nyare och går att datera ganska exakt i tid, som polska och polka. Även rekonstruerade danser enligt gamla mönster, som svensk kvaddans, räknas som folkdans, trots att någon obruten tradition av kvaddans inte levt kvar i Sverige. Svensk folkdans dansas oftast till spelmansmusik.
I synnerhet Norge delar musiktradition och dansmönster med Sverige, där överlappande mönster kan ses i låtar, instrumentering och dans. Halling är t.ex. en av Norges nationaldanser, men förekommer även i västra Sverige. Även Åland och Finlands svenskbygder delar ett stort folkmusikaliskt arv med Sverige.
I begreppen svensk folkdans och folklig dans ingår:
- danser som utövades vid mitten av 1800-talet eller tidigare [1]
- danser som har förts vidare genom tradition snarare än genom skolor
- danser som har dansats av den vanliga landsbygdsbefolkningen oberoende av att många danser som kallas folkdanser ursprungligen dansades av aristokratin [1]
- danser skapade för folkdansuppvisningar, särskilt i början av 1900-talet

## Typer av folkdans och folklig dans i Sverige
I Sverige finns dels ursprungliga folkliga danser, varav de flesta har karaktären av sällskapsdans, och andra som har sitt ursprung i folkliga danser men som i sin nuvarande folkdansform har koreograferats av skolade dansare under 1800-talet och början av 1900-talet.
En annan äldre form av folklig dans är ringdansen och långdansen som går tillbaka på medeltida danstraditioner.
Ytterligare en mycket gammal form av dans är tävlings- och skicklighetsdanser, vanligen framförda av män. Några av de mer kända är halling, skinnkompass, oxdansen och björndansen.
Folkdanser kan vara av beskrivande art och visa en händelse i livet. Exempel är "Väva vadmal", traditionen att "dansa kronan av bruden", "brudhiss", "Långdans från Närke" och Landskrona-kadrilj.

## Terminologi
Termer "folklig dans", "folkdans" och även "gammeldans" har använts i Sverige för det som nu kan kallas för folkdans. Men de folkliga danserna fram till början av 1900-talet som polskor, halling, engelska, schottis, lybeckare, hambo m m kallas sällan folkdans och t ex polskor och halling dansas inte i någon större utsträckning av de flesta folkdanslag. På 1930-talet blev det vanligt i Sverige att kalla vals, schottis, mazurka, hambo och snoa för "gammaldans" i motsats till nya danser som foxtrot och andra danser till jazzmusik. Folklig dans tas upp i artikeln ”Folkdans och folklig dans” av Ernst Klein 1927. Då de danser som hänvisas till är äldre än från 1927 ses man en skillnad mellan folkdanslagens dans (som kallades folkdans) och "folklig dans", den dans som folket (landsbygdsbefolkningen och främst bönderna), dansade när de roade sig.
Terminologin för samma fenomen har alltså ändrats med tiden.
Folkdans som begrepp innefattar danser som har en bestämd form och utförande och baseras på hur människor från en särskild geografisk plats eller social bakgrund dansar olika danser på olika sätt. I samtliga länder i Asien kallas folkdans den dans som hovet har dansat. Folkets dans har inte alltid noterats. Nuförtiden har folkdans ofta en stor betydelse för nationalidentiteten. Folkdans kan man också kalla dans som folket har dansat och som inte har varit avsedd för uppvisning på scen fast senare i tiden har man ofta uppträtt. Folkdans är en tradition, folkdansen baserar sig inte på innovation (fast som alla folktraditioner, ändrar de sig med tiden). Tidigare lärde nya dansare sig att dansa folkdans informellt utan kurser, men nuförtiden finns det folkdanslärare, tävlingar osv.
Folkdanser från Nordeuropa liknar varandra. Man kan också höra bekanta melodier i andra länders folkmusik. O andra sidan är danser ett modefenomen. Även i Sverige har man dansat olika danser under århundraden.
Termen "folkdans" har man också förknippat med historiskt viktiga danser i Europeisk kultur och historia; typiskt från tiden före ca. 1900. Termer "etnisk dans" och "traditionell dans" används vid sidan, med ceremoniell dans ingående i traditionella danser.
Det finns ett antal moderna danser, till exempel hiphop, som har utvecklats spontant, men vanligtvis används inte "folkdans" utan "gatudans" istället. Om folkdans är det som "folket har dansat" kan man säga att hiphop är nutidens folkdans. I Skandinavien finns det ett fenomen som kallas för modern folkdans, men som folk aldrig har dansat. Det är improvisation eller koreografi till "modern folkmusik", musik med distinkta rötter i folkmusik eller spelmansmusik, men med komponenter, som tidigare har fattats i spelmansmusik: synkoperande sväng, instrument från andra kulturer (till exempel didjeridu med nyckelharpa och fiol hos gruppen Gjallarhorn). Modern folkdans är ofta dansteater, men koreografier, som liknar de ursprungliga folkdanskoreografierna som noteras, finns också.
Termerna "etnisk" och "traditionell" används när man vill understryka de kulturella rötterna. Ur denna synvinkel är nästan alla folkdanser etniska. När samtliga danser, till exempel polka, träffas i flera länder, är det bra att specificera "svensk polka", "amerikansk polka" eller "finsk polka".
Alla etniska danser är inte folkdanser. Rituella danser är inte folkdans. De kallas ofta religiösa danser. De kan ändå vara typiska för en etnisk grupp.

## Folkdansens ställning under urbanisering och industrialism
Slutet av 1800-talet och de första decennierna av 1900-talet var den svenska nationalromantikens huvudperiod, samtidigt som en flytt från landsbygden hade inletts, såväl inom landet (urbanisering) som emigration till främst Amerika. Detta ledde till ett ökat intresse för en landsbygdskulturen, särskilt från akademiker i städerna som ansåg att landsbygdskulturen riskerade att försvinna på sikt. Det blev därför i början av 1900-talet populärt bland stadsbor att klä sig så som man uppfattade att bondebefolkningen tidigare klätt sig och att dansa folkligt, ofta med ändamålet att göra uppvisningar. Balettmästare och andra komponerade folkdanser särskilt för uppvisningar.

## Folkdanslag
Från 1900-talets början och framåt organiserade sig dansare med intresse för svensk folkdans i såväl landsbygd som städer i folkdanslag. Folkdanslaget har likheter med en idrottsförening, och har blivit den föreningsform där både vanligare och ovanligare typer av danser lärs ut, dansas, traderas, samt ibland visas upp för allmänheten. I Sverige finns flera hundra folkdanslag. Många folkdanslag är medlemmar i Svenska folkdansringen, som är folkdanslagens riksorganisation.

## Svensk folkdans idag
Förutom i föreningsform för folkdanslagens medlemmar, dansas folkdans idag inom kursverksamhet som erbjuds av folkdanslag och studieförbund. Öppna danskvällar för allmänheten förekommer också, till exempel på Skeppsholmsgården i Stockholm, Allégården och Gräfsnäsgården i Göteborg, och på Västmanlands-Dala nation i Uppsala. Folkdanslag dansar ofta uppvisningsdans kring midsommar, jul, pingst och försommar samt vid olika typer av marknader eller andra evenemang vid hembygdsgårdar. Folkdanser dansas typiskt också på en spelmansstämma, där dansen vid sidan av musiken är ett viktigt inslag. På spelmansstämmor sker dansen oftast som spontandans/öppna danskvällar, och inte som uppvisningsdans.
Den ringdans som dansas av allmänheten rituellt kring midsommar och jul är också en typ av folkdans - förmodligen den mest spridda.
Det finns utbildningar inom svensk folkdans vid ett antal folkhögskolor, samt en högskoleutbildning i folklig dans vid Karlstads universitet. Det finns även ett antal akademiska folkdanslag, knutna till studentliv/universitet runt om i landet.

## Olika slags folkdanser
- Långdanser
- Kontradanser
- Kadriljer

## Folkliga sällskapsdanser
- polska
- vals
- polka
- snoa
- hambo
- mazurka
- bakmes
- schottis